# Provincia de Trat
Trat (en tailandés: ตราด) es una de las setenta y seis provincias que conforman la organización territorial del Reino de Tailandia.

## Historia
La historia de Trat se remonta a principios del siglo XVII, durante el reinado del rey Prasat Thong del reino de Ayutthaya. Antiguamente conocida como Mueang Thung Yai, Trat ha desempeñado un papel importante en el desarrollo de la estabilidad y la economía del país debido a su ubicación estratégica. La ciudad de Trat se convirtió posteriormente en una comunidad de comerciantes chinos.
Tras la caída de Ayutthaya a manos de los birmanos en 1767, Trat sirvió de puesto de control y ciudad tapón y se encargó de suministrar provisiones al rey Taksin el Grande antes de que trasladara sus fuerzas de Chanthaburi a Ayutthaya. El rey Taksin logró entonces expulsar a los invasores birmanos y liberó al reino del dominio extranjero.
En la época de Rattanakosin, durante la crisis de Paknam de 1893, las tropas francesas desembarcaron y ocuparon la parte occidental de la provincia de Chantaburi. En 1904, Siam se vio obligado a entregar Trat a la Indochina francesa para recuperar Chantaburi. Sin embargo, tres años más tarde, al comprobar que Trat, con su población casi enteramente tailandesa, era difícil de gobernar, los franceses devolvieron Trat a Tailandia el 23 de marzo de 1907, a cambio de zonas más amplias a lo largo del río Mekong, que incluían Battambang, Siam Nakhon y Sisophon, todas ellas de mayoría jemer.
Durante la guerra franco-tailandesa de 1940-1941, la armada francesa de Vichy zarpó de Saigón para tomar Trat. Los buques de guerra tailandeses, que no estaban preparados, fueron tomados por sorpresa. Al final de la batalla de Ko Chang, el 17 de enero de 1941, se habían hundido tres barcos tailandeses: el HTMS Chonburi, el HTMS Songkhla y el HTMS Thonburi. Las bajas francesas fueron escasas y no se perdió ningún barco. El gobierno japonés negoció una tregua que puso fin al conflicto sin más combates.
Cuando los vietnamitas expulsaron a los Jemeres Rojos de Camboya en 1985, Pol Pot huyó a Tailandia y estableció su cuartel general en una villa de una plantación cerca de Trat. El ejército tailandés la construyó para él y la apodó "Oficina 87".

## Geografía
La provincia tiene una superficie de 2.917 kilómetros cuadrados y una superficie forestal de 899 km², que representa el 31,4% de la superficie provincial.
La cordillera del Cardamomo constituye el límite con Camboya en el este de la provincia, donde Trat tiene fronteras con tres provincias camboyanas: Battambang, Pursat y Koh Kong.
La tercera isla más grande de Tailandia es Ko Chang (después de Phuket y Ko Samui). La isla y más de 40 islas menores circundantes forman el parque nacional marino de Mu Ko Chang.
Otras islas de la provincia son Ko Kham, Ko Mak y Ko Phi.

### Clima
La mayor parte de Tailandia recibe entre 1.200 y 1.600 mm de precipitaciones al año. Dos provincias, Trat y Ranong, reciben más de 4.500 mm al año, lo que las convierte en los lugares más húmedos del país.

## Divisiones Administrativas

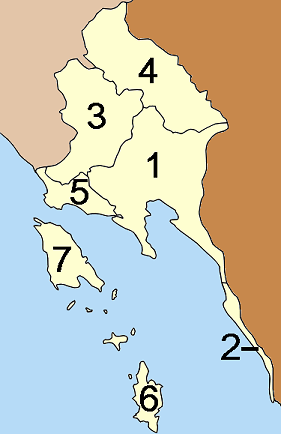
Distritos de la provincia.

Esta provincia tailandesa se encuentra subdividida en una cantidad de distritos (amphoe) que aparecen numerados a continuación:
- 1. Mueang Trat
- 2. Khlong Yai
- 3. Khao Saming
- 4. Bo Rai
- 5. Laem Ngop
- 6. Ko Kut
- 7. Ko Chang

## Demografía

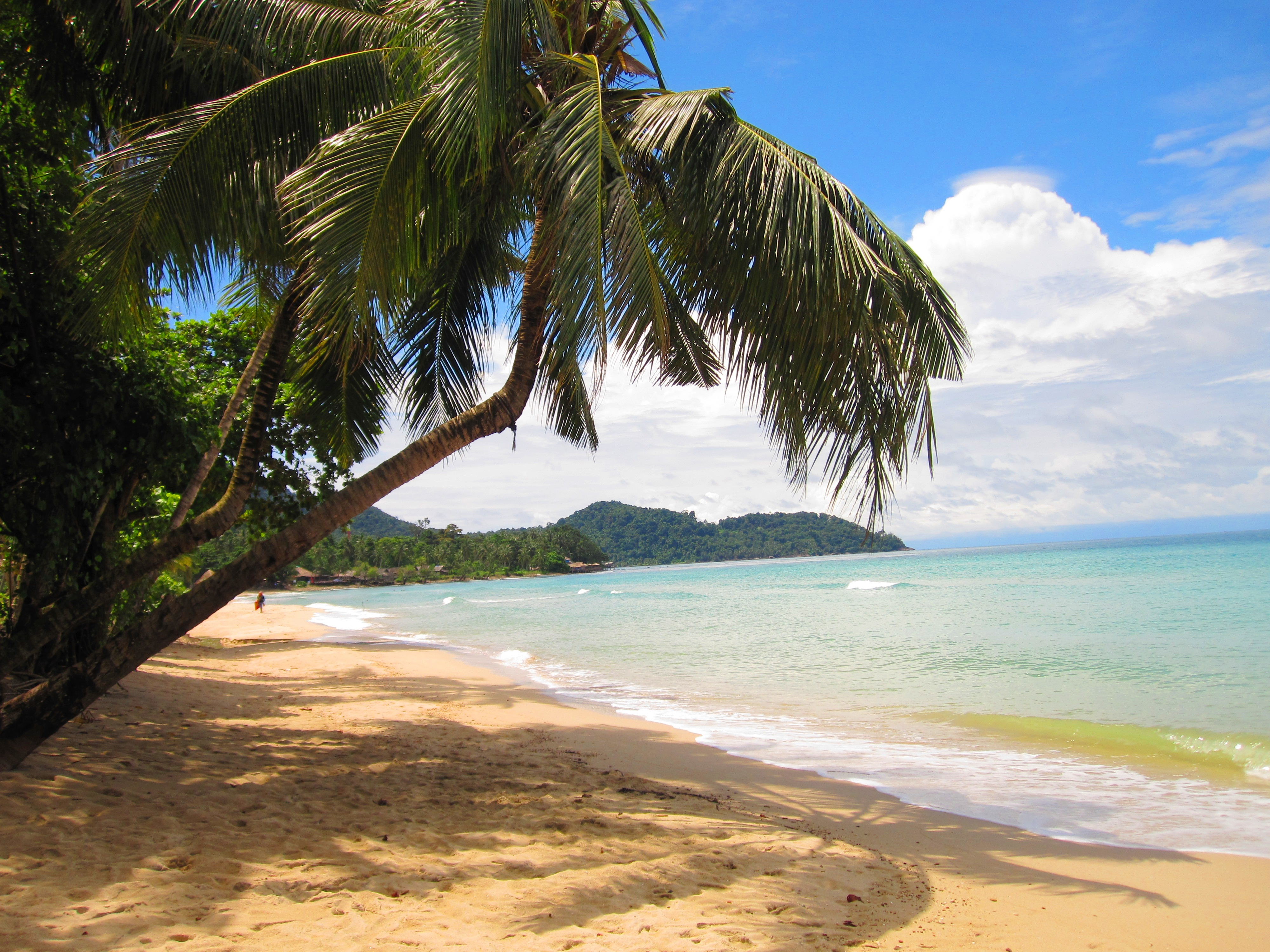
Una de las playas de la provincia

La provincia abarca una extensión de territorio que ocupa una superficie de unos 2.819 kilómetros cuadrados, y posee una población de 219.345 personas (según las cifras del censo realizado en el año 2000). Si se consideran los datos anteriores se puede deducir que la densidad poblacional de esta división administrativa es de setenta y ocho habitantes por kilómetro cuadrado aproximadamente.

## Economía
Algunos Productos conocidos de Trat incluyen
- Frutas: el durián, el rambután, el mangostán y el rakam dulce (el fruto de la palmera rakum salak: Salacca Wallichiana) son especialmente conocidos. La principal temporada de recolección es de mediados de mayo a mediados de julio.

- Gemas: Trat también tiene piedras preciosas como Chanthaburi, por ejemplo, rubíes y granates, pero la piedra preciosa más famosa es el rubí real, que se considera especialmente valioso.

- Perros tailandeses: los Ridgeback tailandeses de Trat son conocidos por su astucia, lealtad y valor.

- Marisco: Aquí se puede comprar tanto marisco fresco como seco a un precio razonable; Pla Raa es una famosa especialidad de pescado de Trat.

- Productos de caucho: El caucho de las plantaciones de Trat es de tan buena calidad como el del sur de Tailandia.

- Cestería: El más famoso es probablemente el ngop, un sombrero de agricultor con un ala ancha para evitar la luz del sol.

### Turismo

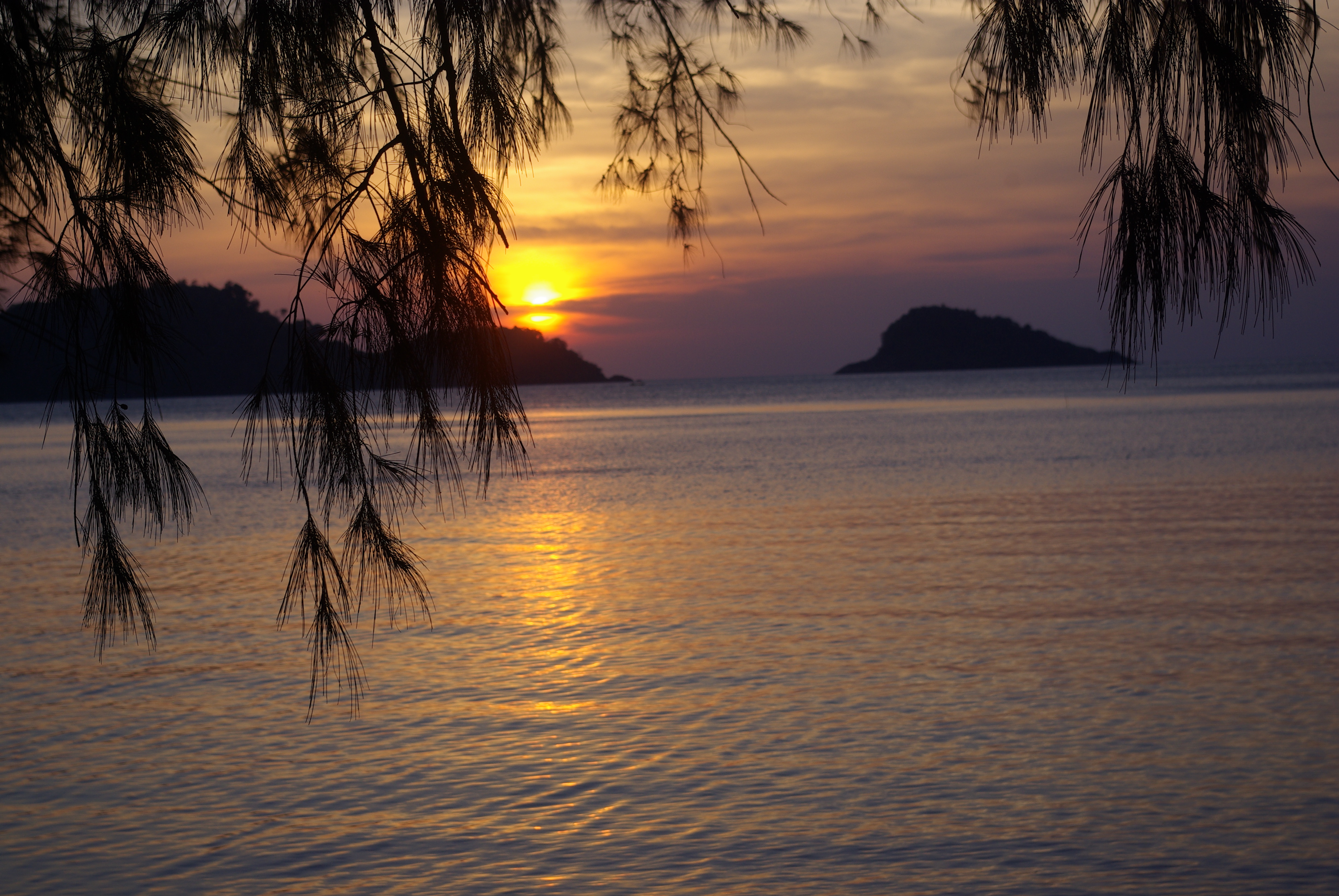
Puesta de sol, costa occidental de Koh Chang

Ko Chang, también llamada Isla de los Elefantes por su forma, y las otras 46 islas menores pertenecen al parque nacional de Mu Ko Chang, en el Golfo de Tailandia. Es la tercera isla más grande después de Phuket, con una longitud de unos 30 km y una anchura de aproximadamente 17 km. Se encuentra cerca de la frontera con Camboya. Hay numerosas playas en ella, por ejemplo, White Sand Beach, Pearl Beach, Klong Prao Beach, etc. También ofrece otras atracciones, como varias cascadas de diferentes tamaños, maravillosos miradores y templos históricos. La mejor época para visitarla es entre diciembre y marzo, porque la temporada de lluvias está terminando y la temperatura es inferior a los 30 °C de media.
La isla de Ko Kut (también llamada Koh Kood) es la última isla de Trat. Aquí se pueden encontrar playas limpias y tranquilas o hermosos arrecifes de coral. También hay otras islas, como la de Ko Maisi Lek. Ko Kut se considera una hermosa zona de buceo en el Golfo de Tailandia.